# Johannes Junius
Johannes Junius, död 1628, var en tysk borgmästare som avrättades för häxeri. Han var ett av de mer kända offren för häxprocessen i Bamberg.  Han är framför allt känd för det brev han skrev från fängelset till sin dotter, som finns bevarat, och som beskrev den tortyr han utsattes för och hur han bekände bara för att slippa ytterligare tortyr. 
Johannes Junius tillhörde de personer som hade angetts som häxa av Georg Haan och dennes son, som hade gripits före honom. 